# Liste der Museen in Solingen
Die Liste der Museen in Solingen beschreibt die Museen in Solingen, die unter anderem Kunst, Industriegeschichte und Heimatgeschichte zum Gegenstand haben.

## Liste
| Museum                                         | Ortsteil           | Beschreibung | Bild |  |
| ---------------------------------------------- | ------------------ | --- | ---- |  |
| Bergisches Museum Schloss Burg an der Wupper   | Burg an der Wupper | Auf Schloss Burg werden unter anderem Räumlichkeiten, Rüstungen und Waffen gezeigt. |      |  |
| Deutsches Klingenmuseum                        | Gräfrath           | Im ehemaligen Kloster Gräfrath. Bestecke, blanke Waffen und Schneidwaren. Eine der größten Bestecksammlungen der Welt. |      |  |
| Gräfrath-Museum                                | Gräfrath           | Im Untergeschoss des ehemaligen Klosters Gräfrath. Heimatmuseum, Ausstellung des örtlichen Heimatvereins zur Ortsgeschichte. |      |  |
| LVR-Industriemuseum – Gesenkschmiede Hendrichs | Merscheid          | Ehemalige Gesenkschmiede, in der bis 1986 Scherenrohlinge produziert wurden. Original erhaltene Betriebsanlagen in der denkmalgeschützten Fabrik nebst angrenzender Fabrikantenvilla. Das LVR-Industriemuseum betreibt bzw. unterstützt im Stadtgebiet fünf Industriekulturstationen zur Verdeutlichung der dezentral strukturierten Schneidwarenindustrie in Solingen.    |      |  |
| Laurel & Hardy Museum                          | Wald               | Das Museum fokussiert sich auf das amerikanische Komiker-Duo Laurel und Hardy. Das Museum befindet sich seit 2003 im denkmalgeschützten Walder Kotten und ist einmal im Monat geöffnet. |      |  |
| Schleiferei Wipperkotten                       | Höhscheid          | Schleifermuseum, letzter erhaltener Doppelkotten an der Wupper mit integriertem Schleifermuseum. |      |  |
| Loos’n Maschinn                                | Widdert            | Loosen Maschinn war eine der größten Solinger Dampfschleifereien. Im Gebäude von 1888 befindet sich ein Original erhaltener Schleiferarbeitsplatz. Dieser und weitere Ausstellungsstücke werden durch das Industriemuseum betrieben. |      |  |
| Taschenmesser-Reiderei Lauterjung              | Dorp / Krahenhöhe  | Kleine Werkstatt eines Spezialmontagebetriebs für Taschenmesser, betreut durch das Industriemuseum |      |  |
| Schleifermuseum Balkhauser Kotten              | Höhscheid          | Der ehemalige Schleifkotten dient heute als Industrie- und Schleifermuseum. |      |  |
| Kunstmuseum Solingen                           | Gräfrath           | Ehemals Museum Baden. Im ehemaligen Rathaus Gräfrath. |      |  |
| Museum Plagiarius                              | Mitte              | Eröffnet 2007 im Kopfbau der alten Güterhallen im Südpark. Gegenstand ist die Produktpiraterie. |      |  |
| Waschhaus Weegerhof                            | Höhscheid          | Denkmalgeschütztes Waschhaus der SBV-Großwohnsiedlung Weegerhof aus den 1920er Jahren mit Original-Innenausstattung. |      |  |
| Obus-Museum Solingen                           | Mitte              | Der Verein Obus-Museum Solingen e. V. widmet sich der Erhaltung historischer Obusse und Gerätschaften, vorzugsweise des Solinger Obus-Betriebes. Das fahrende Museum setzt historische Obusse auf der sogenannten „Rittertour“ im größten Obus-System Deutschlands ein, wobei in Burg an der Wupper auf der weltweit einzigen verbliebenen Obus-Drehscheibe gewendet wird. |      |  |
| Hofschaftsmuseum „Am Busch“                    | Gräfrath           | Privat betriebenes Hofschaftsmuseum in einem bergischen Fachwerkhaus in der Hofschaft Busch; Bergische Geschichte, historisches Lernen, Familienlebensläufe, Beschäftigung, Handwerk, Fachwerk. |      |  |
| Puppen-, Bären- und Spielzeugmuseum Solingen   | Widdert            | Privat betriebene Werkstatt mit kleinem Museum. Puppen, Puppenstuben, Puppenwagen und mehr. |      |  |
| Zentrum für verfolgte Künste                   | Gräfrath           | Internationales Museum und Forschungsinstitut, widmet sich ausschließlich den verfolgten Künstlern der bildender Kunst, Literatur und Musik. Dauer- und Wechselausstellungen im ehemaligen Rathaus Gräfrath. |      |  |